# Russalka (Schiff)
Russalka (russisch Русалка, Transliteration Rusalka; deutsch: ‚Elfe‘, ‚Nixe‘) war der Name eines Kanonenbootes der Kaiserlich-Russischen Marine. Das Boot wurde 1868 in Dienst gestellt. Aufgrund ihrer Bauweise wird die Russalka auch als Monitor bezeichnet. Die Russalka war das zweite Boot einer Klasse von insgesamt drei Kanonenbooten, die beiden anderen Boote waren die Smertsch und die Tscharodeika. Die Russalka sank am 6. September 1893 während eines Sturmes im Finnischen Meerbusen. Alle Besatzungsmitglieder kamen dabei ums Leben.

## Geschichte

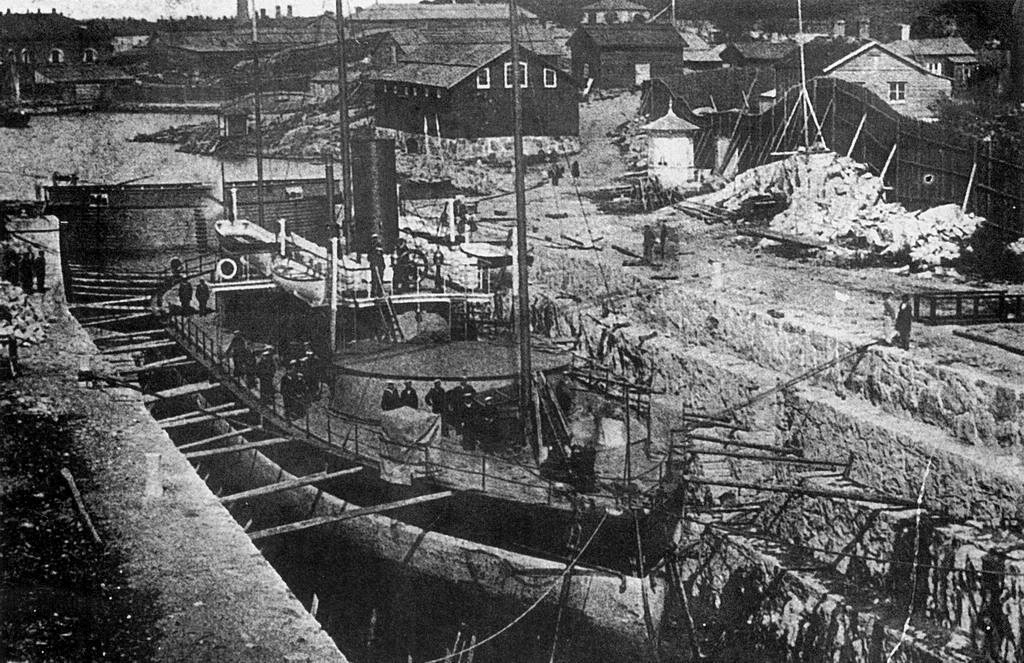
Die Russalka im Dock in Helsingfors

Anfang 1863 wurde in Glasgow auf der Werft von Robert Napier & Sons das Kanonenboot Rolf Krake auf Kiel gelegt. Dieses mit zwei Geschütztürmen ausgerüstete Boot, das aufgrund einer Bestellung der dänischen Marine gebaut wurde, stellte gegenüber der amerikanischen Passaic-Klasse einen deutlichen Entwicklungssprung dar. Die Werft offerierte im Sommer 1863 den Typ der russischen Marine für den Einsatz in der Ostsee. Nach Zustimmung der russischen Marineführung wurde am 13. Juni 1863 der Vertrag über den Bau des Bootes Smertsch auf den Admiralitätswerften (Galeereninsel) in St. Petersburg nach dem Projekt der Rolf Krake geschlossen. Für die Lizenz zum Bau der Geschütztürme bezahlte das Marineministerium 259 Pfund Sterling und 17 Schillinge an Coles, den Konstrukteur der Türme. Der Bau begann am 1. August 1863, Stapellauf war knapp ein Jahr später am 11. Juni 1864.
Nach dem Vorbild der Smertsch wurden zwei weitere Kanonenboote in Auftrag gegeben. Gegenüber dem Typboot wurden die Abmessungen vergrößert und die Ausrüstung teilweise verändert. Die Russalka wurde auf der zu den Neuen Admiralitätswerften gehörenden Werft auf der Galeereninsel in Sankt Petersburg gebaut. Der Stapellauf fand am 31. August 1867 statt. Im Jahr 1868 wurde das Boot als gepanzertes Turmboot in den Bestand der Flotte übernommen. Am 1. Februar 1892 erfolgte eine Umklassifizierung als Küstenpanzerschiff.

## Konstruktion

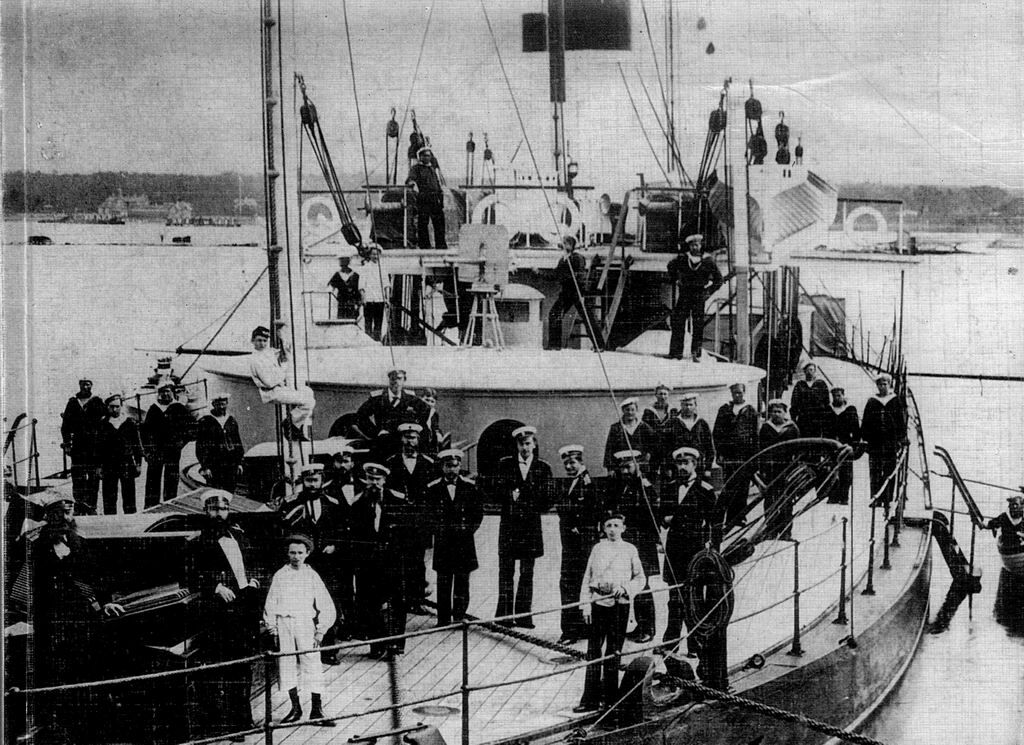
Deck der Russalka

Die Smertsch besaß zwei Geschütztürme des System Coles. Die Schießscharten der Brustwehr lagen praktisch auf dem Niveau des Oberdecks. Die Panzerung der Türme bestand aus einer Lage von 114,3 mm starken Panzerplatten, die mit senkrechten Stehbolzen befestigt waren. Anfänglich dachte man daran, die Panzerung der Vorderseite der Türme zweilagig auszuführen. Dabei gab es jedoch praktische Probleme mit der Befestigung. Schließlich sollten beide Lagen mit denselben Bolzen befestigt werden, was letztendlich dazu führte, dass die innere Lage entfiel und die ursprünglich äußere Lage auf 152,4 mm verstärkt wurde. Die Panzerung wurde mit zwei Lagen Teakholz mit einer Stärke von 203 bzw. 102 mm hinterlegt. Dadurch sollte ein Abplatzen von Teilen der spröden Panzerung bei Treffern verhindert werden. Außerdem wurden die Innenseiten der Türme noch mit Eisenplatten mit einer Stärke von 25,4 mm belegt. Die Panzerung wurde in England hergestellt, dabei kamen die Panzerplatten von unterschiedlichen Herstellern. Der Rumpf war 102–114 mm gepanzert, das Deck hatte eine Panzerung von 25,4 mm.
Anfänglich war die Ausrüstung der Türme mit 60-Pfünder-Glattrohrkanonen geplant. Durch die Einführung von Geschützen mit gezogenem Rohr konnte jedoch die Kampfkraft des Bootes entscheidend gesteigert werden. Daher wurde in jedem Turm eine 203-mm-Kanone installiert. Bereits im Jahr 1870 wurden diese Geschütze wie auch auf den Monitoren des Typs Bronenossez (Броненосец) durch modernere Geschütze vom Kaliber 229 mm ersetzt. Dazu kamen noch jeweils zwei 37-mm-Hotchkiss-Kanonen und zwei Vierpfünder. Die Seitenrichtmaschine der Russalka wurde durch eine Hilfsdampfmaschine mit einer Leistung von 6 PS angetrieben. Für diese Hilfsdampfmaschine gab es eine eigene Kesselanlage.
Angetrieben wurde das Boot von zwei Dampfmaschinen mit einer Leistung von ungefähr 870 PSi über zwei Schrauben. Der Dampf wurde mit zwei Flammrohrkesseln erzeugt. Die Höchstgeschwindigkeit lag bei 9,8 Knoten.
Die Verdrängung der Russalka lag bei 1871 t. Das Boot war 62,9 m lang, 12,8 m breit und hatte einen Tiefgang von 3,3 m. Die Russalka war damit etwas größer und schneller als die zuerst gebaute Smertsch.

## Einsatz

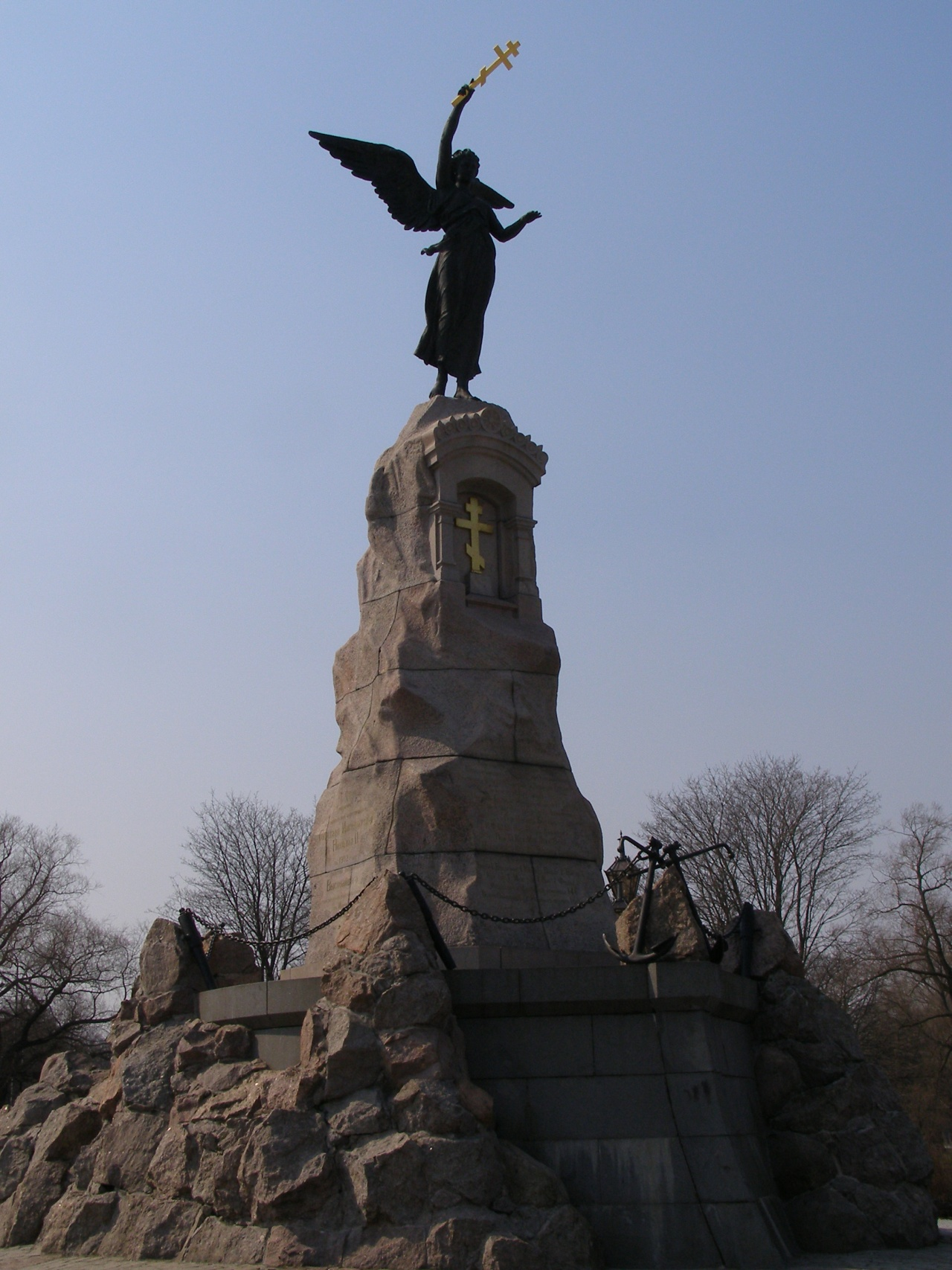
Russalka-Denkmal von Amandus Adamson

Die Boote waren als Teil der Küstenverteidigung der Ostsee gedacht, die sich auf gepanzerte Kanonenboote, die Turmfregatten der Admiral-Spiridow-Klasse, die ungepanzerten Kanonenboote der Doschd-Klasse und die Küstenbefestigungen der Festung Kronstadt abstützte. Schwerpunkt des Einsatzes sollte dabei die Verteidigung der Zugänge zur russischen Hauptstadt St. Petersburg und zum Kriegshafen Reval sein. Daher wurde die Russalka in Reval stationiert. Nach der Umklassifizierung 1892 kamen alle Boote der Klasse nach Kronstadt, weilten für Ausbildungszwecke und Übungsschießen aber häufig in Reval.
Am 6. September 1893 lief die Russalka um 08:30 Uhr unter dem Befehl von Kapitän 2. Ranges W. Ijenisch (В. Иениш) aus der Bucht von Reval in Richtung Helsingfors aus. Begleitet wurde die Russalka vom Kanonenboot Tutscha (Туча). Während des Sturmes mit Windstärken bis zu neun Beaufort und starkem Nebel verloren die Boote einander. Um 15:06 Uhr lief die Tutscha mit erheblicher Verspätung in Helsingfors ohne die Russalka ein.
Erste Nachrichten über das Schicksal der Russalka trafen erst am Abend des 9. September im Hafen von Sveaborg ein. Der Polizeimeister von Helsingfors meldete die Entdeckung eines Bootes mit der Leiche eines Matrosen auf einer der Kremar-Inseln. Auf der Insel Sandchamn (Сандхамн – fin. Santahamina) wurden Wrackteile eines weiteren Bootes, hölzerne Trümmer und Ausrüstungsteile der Russalka gefunden. Zur Suche nach der Russalka wurden insgesamt 15 Schiffe eingesetzt. Die Suche zog sich bis zum 16. Oktober 1893 über 37 Tage hin und musste dann wegen der beginnenden Vereisung und der aufziehenden Winterstürme abgebrochen werden. Keiner der Offiziere und Mannschaften konnte gerettet werden, der Ort des Untergangs der Russalka konnte ebenfalls nicht gefunden werden.
Zwischen Juni und August 1894 wurde die Suche fortgesetzt. Dabei kam ein Ballonmutterschiff zum Einsatz. Die Suche brachte jedoch keine Ergebnisse und wurde am 15. August 1894 offiziell abgebrochen. Im gleichen Jahr wurde auch ein Untersuchungsbericht zum Untergang des Bootes vorgelegt. Das Boot war 1893 in Kronstadt untersucht und für einsatzbereit befunden worden. Eine Dienstzeit von weiteren 9–17 Jahren wurde für möglich gehalten. Das Boot verlegte im einsatzbereiten Zustand im Sommer 1893 nach Reval zum Übungsschießen. Allerdings verblieben die Sturmabdeckungen der Deckluken in Kronstadt. Die Untersuchung schloss daher einen eventuellen schlechten Zustand des Bootes als Ursache für den Untergang aus. Eine Explosion an Bord der Russalka wurde ebenfalls ausgeschlossen. Die Kommission erkannte in ihrem Bericht auf eine äußere Unglücksursache (от внешних причин).
Der Untergang der Russalka wurde von der Öffentlichkeit mit großer Betroffenheit aufgenommen und beherrschte für einige Wochen die Zeitungen. Die Ausgabe einer Broschüre mit Nachrufen für die Offiziere und Mannschaften wurde initiiert. Mit dem Erlös sollten die Hinterbliebenen unterstützt werden. Die Regierung ordnete für die Witwen und Waisen eine ungekürzte Rente 1. Klasse an. Die Witwen der Offiziere erhielten 500 Rubel monatlich, die der Mannschaften 60 Rubel. Waisen wurden mit 150 bzw. 40 Rubel unterstützt. Am 7. September 1902, dem neunten Jahrestag des Unterganges der Russalka, wurde in Reval ein Denkmal zur Erinnerung an den Untergang und die Besatzung der Russalka eingeweiht. Das Denkmal in Form eines Engels wurde von dem Bildhauer Amandus Adamson entworfen.
Das Wrack der Russalka wurde im Jahr 1932 von der EPRON in 74 m Tiefe entdeckt. Es lag unmittelbar an der südlichen Grenze des 1893/94 abgesuchten Gebietes. Bei einer Expedition im Jahr 2003 konnte das Wrack an der angegebenen Stelle jedoch nicht lokalisiert werden. Erst bei einer weiteren Suche im Juli 2003 wurde das Wrack drei Seemeilen südlich der von der EPRON angegebenen Stelle gefunden. Die Russalka steckte nahezu senkrecht, mit dem Heck nach oben, im Grund. Der Heckgeschützturm fehlt, die Deckluken sind geöffnet. Die Lage des Wracks lässt darauf schließen, dass die Russalka zum Zeitpunkt des Unterganges Kurs auf Reval hielt. Das Ruder war hart nach Backbord eingeschlagen.
Aus der Lage des Bootes lässt sich ein Szenario für den Untergang rekonstruieren. Wahrscheinlich hatte sich der Kommandant des Bootes im schweren Sturm kurz vor Helsingfors entschlossen, wieder nach Reval zurückzulaufen. Das Wendemanöver war fast abgeschlossen, als das Boot durch eine hohe Welle viel Wasser übernahm, welches durch die offenen Luken in das Boot eindrang. Das Boot sank sofort Bug voraus. Die Besatzung, die sich bis auf wenige Ausnahmen zu diesem Zeitpunkt unter Deck befand, hatte keine Möglichkeit die Rettungsboote zu erreichen.
Das Wrack befindet sich noch am Ort des Unterganges. Weder finnische noch estnische Behörden erwägen eine Bergung. Die russische Marineführung, der die Unterlagen der 2003 durchgeführten Suche einschließlich der Unterwasseraufnahmen übergeben wurden, zeigt bislang ebenfalls kein Interesse am Wrack.